# Browar Pinta

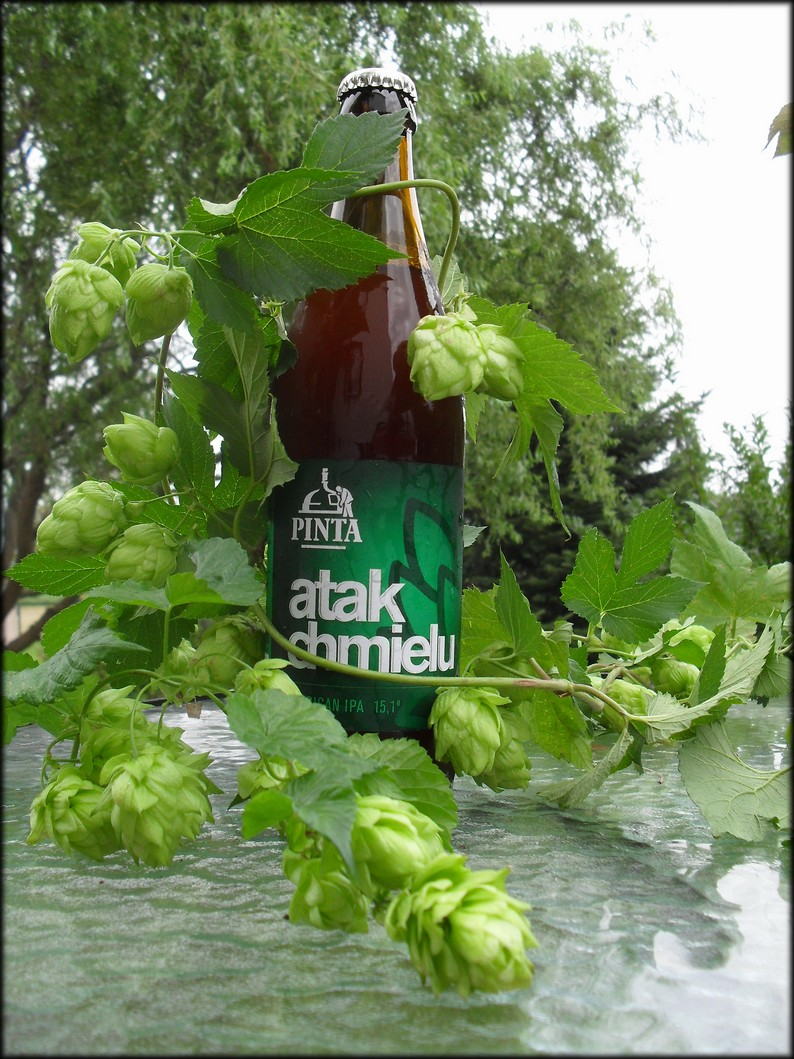
Butelka piwa Atak Chmielu

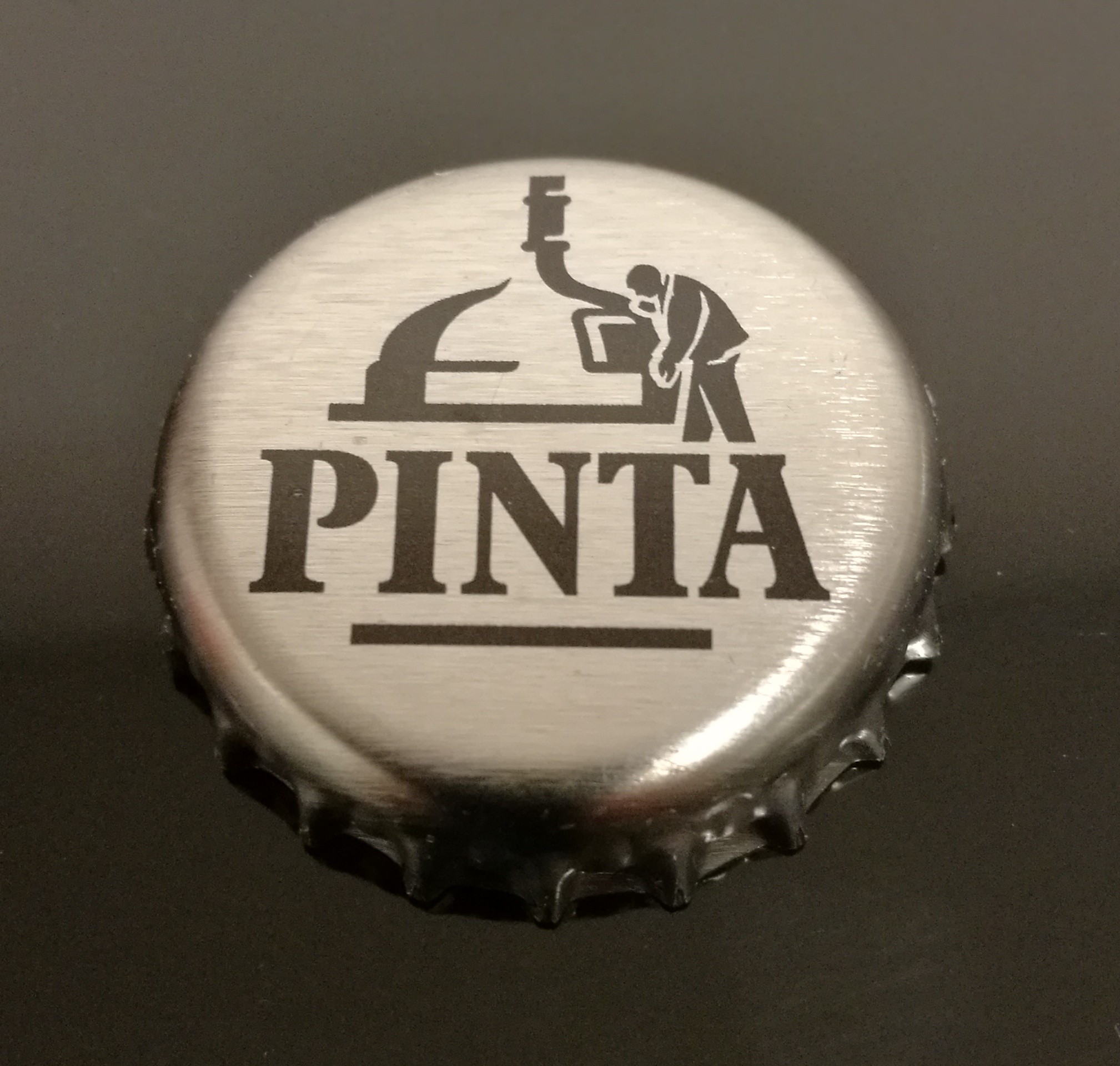
Kapsel Browaru PINTA do 2021 r.

Pinta – polski browar rzemieślniczy znajdujący się w Wieprzu, jeden z pionierów piwnej rewolucji w Polsce. W okresie od debiutu browaru w 2011 r. do końca 2022 r. ilość piwa warzonego co roku przez Pintę wzrosła z 780 hl do 27 307 hl. W tym czasie w browarze powstało ponad 400 różnych piw.

## Historia
Pinta powstała w 2011 r. z inicjatywy Ziemowita Fałata, Grzegorza Zwierzyny oraz Marka Semli jako czwarty po Browarze Zamkowym w Radomiu, Starym Krakowie oraz Browarze Gontyniec browar kontraktowy w Polsce. Ideą powstania było krzewienie w Polsce kultury spożywania piwa i propagowanie różnorodności stylów piwnych. Premiera pierwszych piw browaru Pinta odbyła się 7 maja 2011 r. podczas II Festiwalu Dobrego Piwa we Wrocławiu.
Impulsem do założenia browaru był komercyjny i wizerunkowy sukces piwa grodziskiego, reaktywowanego z inicjatywy Ziemowita Fałata i Grzegorza Zwierzyny po 17 latach od uwarzenia ostatniej warki tego piwa w jego macierzystym browarze w Grodzisku Wielkopolskim. Piwo pod marką A'la Grodziskie zostało uwarzone według receptury Ziemowita Fałata 26 maja 2010 r. w ilości 5 hl w browarze Grodzka 15 w Lublinie. Piwo to miało swoją premierę 18 czerwca 2010 r. na Festiwalu Birofilia w Żywcu.
W 2018 r. Pinta udzieliła franczyzy na swój pierwszy firmowy pub - multitap PINTA Wrocław. Obecnie w tej samej formule działają też puby PINTA Warszawa i PINTA Sopot. W 2023 r. w Węgierskiej Górce powstał również franczyzowy lokalny pub PINTA Beskidy & Restauracja Prawda.
W marcu 2019 r. Pinta jako jeden z pierwszych browarów rzemieślniczych w Polsce rozpoczęła rozlewanie piw do półlitrowych puszek. W tym samym roku założyciele Pinty otworzyli zbudowany od podstaw stacjonarny browar w Wieprzu. Ogłosili też plany budowy specjalistycznego browaru Pinta Barrel Brewing i zbiórkę kapitałów poprzez crowdfunding. W ramach zbiórki spółka Pinta Barrel Brewing SA pozyskała rekordową wówczas kwotę 4,15 mln zł. Pierwszy browar typu Barrel Aged w Polsce, specjalizujący się w warzeniu piw starzonych w drewnianych beczkach po innych alkoholach oraz piw dzikich, zaczął działać tuż obok browaru Pinta w czerwcu 2021 r. Głównym akcjonariuszem Pinta Barrel Brewing SA jest Browar Pinta Sp. z o.o., do której należy 70% udziałów. Reszta akcji znajduje się w posiadaniu ponad 1200 inwestorów społecznościowych.
W 2020 roku w plebiscycie Ratebeer Best Browar PINTA został uznany za najlepszy browar w Polsce i jeden ze 100 najlepszych browarów na świecie.
W 2022 r. przy browarach Pinta i Pinta Barrel Brewing w Wieprzu powstało OneMoreBeer, nowoczesne centrum dystrybucji piw rzemieślniczych.
Do czasu wybudowania browaru piwa warzone były m.in. w zawierciańskim Browarze na Jurze. 
W 2022 r Pinta uwarzyła 120 różnych piw, z czego 90 premierowych, w łącznej ilości 27 307 hl. W tym samym roku browar Pinta Barrel Brewing uwarzył 19 różnych piw. W sumie do beczek trafiło 186,2 hl piwa. W latach 2011–2022 Pinta uwarzyła łącznie 430 różnych piw, a Pinta Barrel Brewing - 31.
Od 2022 r. browary Pinta i Pinta Barrel Brewing są otwarte dla zwiedzających.

## Nagrody i wyróżnienia

### 2022
- Konkurs Piw Rzemieślniczych Kraft Roku 2022[10]:

1. Piwo Robust Porter – 3. miejsce Browar Pinta w kategorii Strong Stout/Porter
2. Piwo Risfactor Cocoa Nibs & Coconut – 3. miejsce Browar Pinta w kategorii Specialty Imperial Stout/Porter
3. Piwo Nobility – 1. miejsce Pinta Barrel Brewing w kategorii Pastry Stout
4. Piwo Reputation – 2. miejsce Pinta Barrel Brewing w kategorii Pastry Stout
5. Piwo Transition – 3. miejsce Pinta Barrel Brewing w kategorii Pastry Stout
6. Piwo Substance – 1. miejsce Pinta Barrel Brewing w kategorii Wood & Barrel Aged Imperial Stout/Porter
7. Piwo Memory – 3. miejsce Pinta Barrel Brewing w kategorii Wood & Barrel Aged Imperial Stout/Porter
8. Piwo Amarillo Goes Red – 2. miejsce Browar Pinta w kategorii Other American Ale
9. Piwo Old Friend Simcoe – 1. miejsce Browar Pinta w kategorii West Coast IPA
10. Piwo Zwycięskie Polish Pale Ale – 1. miejsce Browar Pinta w kategorii Polish Ale
11. Piwo Origin – 1. miejsce Pinta Barrel Brewing w kategorii Belgian Sour Ale
12. Piwo Bloom – 2. miejsce Pinta Barrel Brewing w kategorii Belgian Sour Ale
13. Piwo Iridesce – 3. miejsce Pinta Barrel Brewing w kategorii Belgian Sour Ale
14. Piwo Kwas Ypsilon – 2. miejsce Browar Pinta w kategorii Fruit Sour Ale
15. Piwo Jak w Dym – 3. miejsce Browar Pinta w kategorii Smoked Beer

### 2021
- Konkurs Piw Rzemieślniczych Kraft Roku 2021[11]:

1. Piwo Risfactor Rioja BA – 1. miejsce Browar Pinta w kategorii Wood & Barrel Aged Imperial Stout/Porter (> 20ºPlato)
2. Piwo Wisdom – 3. miejsce Pinta Barrel Brewing w kategorii Wood & Barrel Aged Baltic Porter (>18ºPlato)
3. Piwo Hoppy Crew How Far is it? – 3. miejsce Browar Pinta w kategorii Imperial IPA (>18ºPlato)
4. Piwo Zwycięski Belgian Saison – 3. miejsce Browar Pinta w kategorii Belgian Ale (10-18ºPlato)
5. Piwo Dyniamit – 1. miejsce Browar Pinta w kategorii Field Beer
6. Piwo Insights – 3. miejsce Pinta Barrel Brewing w kategorii Wood & Barrel Aged Beer
7. Piwo Mini Maxi IPA – 3. miejsce Browar Pinta w kategorii Non-Alcohol Beer

### 2020
- RateBeer Best Awards 2020[12]:

1. The Best Brewers In The World for the Year 2020 (30. miejsce Browar Pinta)
2. Najlepszy Browar w Polsce 2020

### 2019
- RateBeer Best Awards 2019[13]:

1. The Best Brewers In The World for the Year 2019 (48. miejsce Browar Pinta)
2. Najlepszy Browar w Polsce 2019
3. Piwo Kryształ – w kooperacji z Browar Łańcut Best In Style w kategorii Pale Lager – International / Premium
4. Piwo Oh, Honey! – w kooperacji z Superstition Meadery Best In Style w kategorii Mead – Braggot /Hopped
5. Piwo Viva Śliwa – w kooperacji z Browar Nepomucen Best In Style w kategorii Grodziskie/Grätzer/Lichtenhainer
6. Piwo Bałtyk-Atlantico – w kooperacji z browarem DUM Najlepsze Piwo w Brazylii

- Konkurs Piw Rzemieślniczych Kraft Roku 2019[14]:

1. Piwo Havana Stout – 2. miejsce w kategorii Mocny Stout/Porter
2. Piwo Imperator Bałtycki Rum & Bourbon – 3. miejsce w kategorii Wood & Barrel Aged Baltic Porter
3. Piwo Atak Chmielu – 3. miejsce w kategorii East Coast IPA
4. Piwo Simply the Best! – 3. miejsce w kategorii Imperial IPA
5. Piwo Oh, Honey! – 2. miejsce w kooperacji z Superstition Meadery w kategorii Honey Beer
6. Piwo Portermass Mead BA – 3. miejsce w kategorii Wood & Barrel Aged Beer
7. Piwo Mini Maxi IPA – 3. miejsce w kategorii Non-Alcohol Beer

### 2018
- Konkurs Piw Rzemieślniczych Kraft Roku 2018[15]:

1. Piwo Oto Mata IPA – 2. miejsce w kategorii Session IPA (<14º Plato)

### 2017
- Konkurs Piw Rzemieślniczych Kraft Roku 2017[16]:

1. Piwo Dyniamit – 2. miejsce w kategorii Piwo z warzywami

### 2016
- RateBeer Best Awards 2016[17]:

1. Piwo Imperator Bałtycki – srebro w kategorii Imperial, Baltic Porter
2. Piwo I’m so horny! – złoto w kategorii Dark Lager

- Konkurs Piw Rzemieślniczych Kraft Roku 2016[18]:

1. Piwo Czarna Dziura – 3. miejsce w kategorii Ciemny Lager (10-15°Plato)

### 2015
- RateBeer Best Awards 2015[19]:

1. Piwo Imperator Bałtycki – złoto w kategorii Imperial, Baltic Porter

- Konkurs Piw Rzemieślniczych Kraft Roku 2015[20]:

1. Piwo Dyniamit – 3. miejsce w kategorii Pumpkin Ale - ekstrakt dowolny
2. Piwo Kwas Delta – 3. miejsce w kategorii Sour Ale - ekstrakt dowolny

### 2014
- RateBeer Best Awards 2014[21]:

1. Piwo Imperator Bałtycki – srebro w kategorii Imperial, Baltic Porter

### 2013
- X Plebiscyt portalu Browar.biz na Najlepsze Polskie Piwo A.D. 2013[22].:

1. Piwo Czarna Dziura – 1. miejsce w kategorii "piwa ciemne dolnej fermentacji - do 13°BLG"
2. Piwo Odsiecz Wiedeńska – 1. miejsce w kategorii "piwa ciemne dolnej fermentacji - pow. 13°BLG"
3. Piwo Imperator Bałtycki – 1. miejsce w kategorii "portery dolnej fermentacji"
4. Piwo Dobry Wieczór – 2. miejsce w kategorii "piwa ciemne górnej fermentacji - pow. 13°BLG"
5. Piwo Stare Ale Jare – 6. miejsce w kategorii "piwa ciemne górnej fermentacji - pow. 13°BLG"
6. Piwo Ognie Szczęścia – 5. miejsce w kategorii "piwa jasne górnej fermentacji - do 13°BLG"
7. Piwo Atak Chmielu – 4. miejsce w kategorii "piwa jasne górnej fermentacji - pow. 13°BLG"
8. Piwo Imperium Atakuje – 5. miejsce w kategorii "piwa jasne górnej fermentacji - pow. 13°BLG"
9. Piwo Oto Mata IPA – 8. miejsce w kategorii "piwa jasne górnej fermentacji - pow. 13°BLG"
10. Piwo Angielskie Śniadanie – 9. miejsce w kategorii "piwa jasne górnej fermentacji - pow. 13°BLG"
11. Piwo Viva la Vita – 2. miejsce w kategorii "piwa pszeniczne - wit/blanche"
12. Piwo Jak w Dym – 4. miejsce w kategorii "piwa specjalne - wędzone"
13. Piwo Dymy Marcowe – 5. miejsce w kategorii "piwa specjalne - wędzone"
14. Piwo a'la Grodziskie – 6. miejsce w kategorii "piwa specjalne - wędzone"
15. Piwo Żytorillo – 1. miejsce w kategorii "piwa specjalne"
16. Piwo Apetyt na Życie – 2. miejsce w kategorii "piwa specjalne"
17. Piwo Koniec Świata – 3. miejsce w kategorii "piwa specjalne"
18. Piwo Ce n'est pas IPA – 5. miejsce w kategorii "piwa specjalne"
19. Piwo B-Day – 8. miejsce w kategorii "piwa specjalne" (uwarzone razem z AleBrowar)

- Browar Roku według portalu Browar.biz

### 2012
- Piwo Atak Chmielu – 1. miejsce w VIII International Beer Competition w Miskolcu, na Węgrzech[23].
- X Plebiscyt portalu Browar.biz na Najlepsze Polskie Piwo A.D. 2012[24].:

1. Piwo Czarna Dziura – 1. miejsce w kategorii "piwa ciemne dolnej fermentacji - do 13°BLG"
2. Piwo Odsiecz Wiedeńska – 1. miejsce w kategorii "piwa ciemne dolnej fermentacji - pow. 13°BLG"
3. Piwo Czarna Dziura – 2. miejsce w kategorii "piwa ciemne górnej fermentacji - pow. 13°BLG"
4. Piwo Stare ALE Jare – 3. miejsce w kategorii "piwa ciemne górnej fermentacji - pow. 13°BLG"
5. Piwo Ognie Szczęścia – 3. miejsce w kategorii "piwa jasne górnej fermentacji - do 13°BLG"
6. Piwo Atak Chmielu – 2. miejsce w kategorii "piwa jasne górnej fermentacji - pow. 13°BLG"
7. Piwo Imperium Atakuje – 3. miejsce w kategorii "piwa jasne górnej fermentacji - pow. 13°BLG"
8. Piwo PszeKoźlak – 1. miejsce w kategorii "piwa pszeniczne - ciemne, mocne"
9. Piwo Viva la Wita – 1. miejsce w kategorii "piwa pszeniczne - wit/blanche"
10. Piwo Jak w Dym – 1. miejsce w kategorii "piwa specjalne - wędzone"
11. Piwo Dymy Marcowe – 1. miejsce w kategorii "piwa specjalne - wędzone"
12. Piwo Koniec Świata – 1. miejsce w kategorii "piwa specjalne"
13. Piwo Dyniamit – 2. miejsce w kategorii "piwa specjalne"

- Browar Roku 2012 według portalu Browar.biz[24]

### 2011
- IX Plebiscyt portalu Browar.biz na Najlepsze Polskie Piwo A.D. 2011[25].:

1. Piwo Pierwsza Pomoc – 2. miejsce w kategorii "piwa jasne dolnej fermentacji - do 13°BLG"
2. Piwo Czarna Dziura – 1. miejsce w kategorii "piwa ciemne dolnej fermentacji - do 13°BLG"
3. Piwo Odsiecz Wiedeńska – 2. miejsce w kategorii "piwa ciemne dolnej fermentacji - pow. 13°BLG"
4. Piwo Wesołych Świąt – 1. miejsce w kategorii "piwa ciemne górnej fermentacji"
5. Piwo Atak Chmielu – 1. miejsce w kategorii "piwa jasne górnej fermentacji"
6. Piwo Ale Szycha – 7. miejsce w kategorii "piwa jasne górnej fermentacji"
7. Piwo 70/- Szylingów – 8. miejsce w kategorii "piwa jasne górnej fermentacji"
8. Piwo PszeKoźlak – 1. miejsce w kategorii "piwa pszeniczne"
9. Piwo Jak w Dym – 1. miejsce w kategorii "piwa specjalne"
10. Piwo A'la Grodziskie – 4. miejsce w kategorii "piwa specjalne"

- Piwo Atak Chmielu – "Debiut Roku 2011" oraz "Piwo Roku 2011" według portalu Browar.biz[25]
- Browar Roku 2011 według portalu Browar.biz[25]

## Produkty
| Marka                    | Styl piwa                        | Parametry                               |
| ------------------------ | -------------------------------- | --------------------------------------- |
| Atak Chmielu             | American India Pale Ale          | alkohol 6,1% obj., ekstrakt 15,0% wag.  |
| Pierwsza Pomoc           | Polski Pils                      | alkohol 4,1% obj., ekstrakt 10,5% wag.  |
| Dobry Wieczór            | Oatmeal Stout -Stout Owsiany     | alkohol 4,9% obj., ekstrakt 13,0% wag.  |
| Oto Mata IPA             | Rice India Pale Ale              | alkohol 5,8% obj., ekstrakt 14,0% wag.  |
| A Ja Pale Ale            | American Pale Ale                | alkohol 5,0% obj., ekstrakt 12,0% wag.  |
| Modern Drinking          | West Coast India Pale Ale        | alkohol 6,5% obj., ekstrakt 15,0% wag.  |
| Bawarka                  | Hefeweizen                       | alkohol 5,7% obj., ekstrakt 13,0% wag.  |
| IIPPAA                   | West Coast Double India Pale Ale | alkohol 8,1% obj., ekstrakt 18,0% wag.  |
| Hazy Morning             | Hazy American Pale Ale           | alkohol 4,4% obj., ekstrakt 12,0% wag.  |
| Hazy Delivery            | Hazy American Pale Ale           | alkohol 6,0% obj., ekstrakt 15,0% wag.  |
| Double Delivery          | Hazy Double India Pale Ale       | alkohol 8,0% obj., ekstrakt 18,0% wag.  |
| Pils Time                | Pilsner                          | alkohol 5,0% obj., ekstrakt 12,0% wag.  |
| Kwas Jota                | Currant Sour Ale                 | alkohol 4,0% obj., ekstrakt 10,5% wag.  |
| Kwas XY                  | Catharina Sour                   | alkohol 4,7% obj., ekstrakt 12,0% wag.  |
| Kwas Gamma               | Raspberry Sour                   | alkohol 5,0% obj., ekstrakt 13,0% wag.  |
| Kwas Tau                 | Cherry Sour Ale                  | alkohol 4,8% obj., ekstrakt 12,0% wag.  |
| Beskidy Pils             | Pils                             | alkohol 5,0% obj., ekstrakt 12,0% wag.  |
| Beskidy Pszeniczne       | Pszeniczne                       | alkohol 6,0% obj., ekstrakt 13,0% wag.  |
| Beskidy APA              | American Pale Ale                | alkohol 4,8% obj., ekstrakt 12,0% wag.  |
| Beskidy Prawdziwe Ciemne | Ciemny Lager                     | alkohol 6,0% obj., ekstrakt 15,0% wag.  |
| Mini Maxi IPA            | Non-Alcoholic Session IPA        | alkohol ˃0,5% obj., ekstrakt 12,0% wag. |

### Piwa warzone sezonowo
| Marka                | Styl piwa                     | Parametry                               |
| -------------------- | ----------------------------- | --------------------------------------- |
| À la Grodziskie      | Grodzisz/ Grodziskie/ Grätzer | alkohol 2,6% obj., ekstrakt 7,8% wag.   |
| Odsiecz Wiedeńska    | Lager Wiedeński               | alkohol 5,5% obj., ekstrakt 13,0% wag.  |
| Czarna Dziura        | Schwarzbier                   | alkohol 5,5% obj., ekstrakt 13,0% wag.  |
| Jak w Dym            | Rauch Doppelbock              | alkohol 7,5% obj., ekstrakt 18,0% wag.  |
| Angielskie Śniadanie | Extra Special Bitter          | alkohol 5,3% obj., ekstrakt 14,0% wag.  |
| Dyniamit             | Pumkin Ale                    | alkohol 6,0% obj., ekstrakt 16,5% wag.  |
| Viva La Wita!        | Imperial Witbier              | alkohol 5,5% obj., ekstrakt 16,5% wag.  |
| Imperator Bałtycki   | Imperialny Porter Bałtycki    | alkohol 10,5% obj., ekstrakt 25,0% wag. |
| I’m so horny!        | Espresso Lager                | alkohol 7,0% obj., ekstrakt 18,0% wag.  |
| Sangriale            | Fruit Ale                     | alkohol 4,5% obj., ekstrakt 15,0% wag.  |
| Apetyt na Życie      | Roggenbier - piwo żytnie      | alkohol 5,5% obj., ekstrakt 13,0% wag.  |
| Żytorillo            | Black Rye India Pale Ale      | alkohol 5,2% obj., ekstrakt 14,0% wag.  |
| Jumbo                | Double Black India Pale Ale   | alkohol 7,5% obj., ekstrakt 18,0% wag.  |
| Havana Stout         | Tropical Foreign Extra Stout  | alkohol 6,9% obj., ekstrakt 16,5% wag.  |
| Hop Pokus            | Black India Pale Ale          | alkohol 6,8% obj., ekstrakt 16,5% wag.  |
| Król Lata            | Hoppy Oat Witbier             | alkohol 4,0% obj., ekstrakt 12,0% wag.  |
| Sun Super            | Hazy Pale Ale                 | alkohol 4,7% obj., ekstrakt 12,0% wag.  |